# Buero.de
Die Buero.de-Gruppe (Eigenschreibweise buero.de Gruppe) vereint mehrere stationäre Fachhandelsunternehmen für Papier, Büro- und Schulbedarf und ist als eCommerce-Händler in diesem Segment tätig. In drei Bundesländern gibt es mehrere Tochtergesellschaften an ca. 20 Standorte mit rund 1.000 Mitarbeitenden.
Bekanntheit erreichte das Unternehmen 2022 mit dem Versuch, 47 Filialen der damals insolventen Kaufhauskette Galeria zu übernehmen. Im Jahr 2023 verhandelten Galeria und buero.de über die Übernahme aller Büro- und Schreibwarenbereiche der damals rund 90 Warenhaus-Filialen. Nachdem das Galeria-Management Gespräche dementierte, bezog der Vorstandsvorsitzende der buero.de öffentlich Stellung.
Im Jahr 2024 wurde bekannt, dass buero.de seine online-Aktivitäten zu einer Plattform für Fachhandelsunternehmen aus der Branche umbauen wird und in diesem Zuge eine Kapitalerhöhung von bis zu 3 Mio. Euro durch die Ausgabe neuer Aktien durchführt. Damit wird die Gruppe mit einem zweistelligen Millionenbetrag bewertet. Stammsitz der Aktiengesellschaft ist das ostwestfälische Detmold.
Mit der buero.de Gruppe, bestehnde aus der Holding-Aktiengesellschaft mit 100%igen Tochtergesellschaften, sind der Vermögensverwalter Schön & Co GmbH und die gemeinnützige Kinder-Stiftung Schön & Co über Gesellschafter bzw. Vorstandsmitglieder personell verbunden. Der Verbund ist – teilweise mittelbar – an weiteren Gesellschaften beteiligt.

## Geschichte

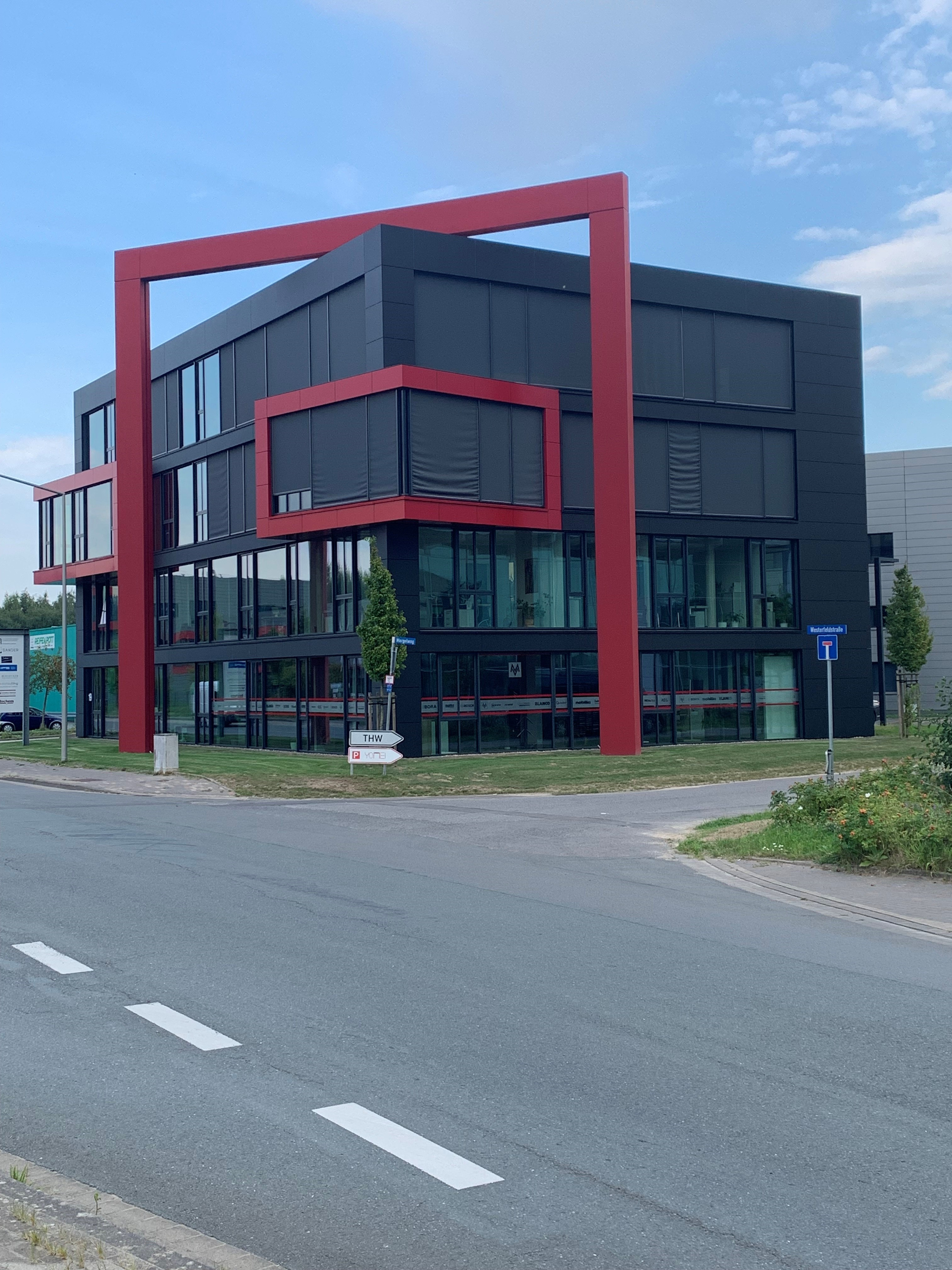
buero.de Standort Detmold

Am 25. Januar 1999 sicherte sich Udo D. Schön die Internetdomain www.buero.de, nach der das Unternehmen benannt ist. Nach seinem überraschenden Tod im Jahr 2021 erbte seine Witwe Anneliese Schön die Domain und schuf mit ihrem Sohn Markus Schön die heutige Buero.de-Gruppe. Dazu gründeten sie im August 2021 die Aktiengesellschaft buero.de Handel . Die Gruppe wurde um mehrere Tochtergesellschaften mit unterschiedlichen Unternehmenszwecken erweitert. Das damals unternehmerische Ziel, bis zum Jahr 2025 bis zu 200 Standorte aufzubauen, wurde zugunsten einer Plattform- und Marketplace-Strategie aufgegeben. Im August 2024 wurde die Schließung der Hälfte der 25 deutschen Filialen des Unternehmens angekündigt.

## Unternehmensstruktur
IT-Entwicklungen erfolgen u. a. in Rumänien und Indien. Die buero.de-Eigenmarken im Papierbereich werden in Italien und China produziert, während weitere Produkte in anderen asiatischen Staaten hergestellt werden.
Der buero.de Handel AG fungiert als zentrale Managementholding, deren Vorstandsvorsitzende Markus Schön ist. Neben der Übernahme zentraler Funktionen wie Recht, Personal, IT und Finanzen hält die AG alle Anteile an den jeweils 100%igen Tochtergesellschaften. Minderheitsbeteiligungen werden jedoch teilweise auch von den Gesellschaften direkt gehalten. So ist beispielsweise die zur buero.de gehörende Schäfer Papier GmbH an der in Bielefeld beheimateten Einkaufsgesellschaft Inter-ES beteiligt.